# Andreas Scheuer
Andreas Scheuer (Passau, 26 de septiembre de 1974) es un político alemán y miembro de la Unión Social Cristiana de Baviera (CSU). Del 15 de diciembre de 2013 al 13 de marzo de 2018 fue Secretario General de la CSU. De 2009 a 2013, Scheuer fue Secretario de Estado Parlamentario en el antiguo Ministerio Federal de Transporte, Construcción y Desarrollo Urbano en el Segundo Gabinete Merkel. Scheuer ha sido miembro del Bundestag alemán desde 2002. 
Desde 2018 hasta 2021 se desempeñó como Ministro Federal de Transporte e Infraestructura Digital en el Cuarto Gabinete Merkel.

## Biografía
Scheuer nació en Passau y terminó allí el bachillerato en 1994. En 1998 hizo el primer examen estatal de profesor de secundaria. En 2001 obtuvo un máster en Ciencias Políticas, Economía y Sociología en la Universidad de Passau. En 2004 se doctoró en la Universidad Carolina de Praga.

### Trayectoria política
Scheuer ha sido miembro de la Unión Social Cristiana de Baviera (CSU) desde 1994. De 1997 a 2003 fue presidente distrital de la Junge Union (JU) en Passau. Entre 1998 y 1999, trabajó como asesor del Ministro presidente de Baviera Edmund Stoiber.
De 1999 a 2001, Scheuer fue miembro del Consejo Alemán de la JU. De 2001 a 2003 fue miembro de la junta de JU en el estado de Baviera. En 2001, Scheuer también fue elegido miembro del distrito ejecutivo de la CSU en Baja Baviera. De 2003 a 2007 fue presidente distrital de la JU en Baja Baviera. En 2002 fue elegido concejal de Passau, y ese mismo año se convirtió en miembro del Bundestag.
En 2009, Scheuer inició un grupo multipartidista para la protección de vehículos históricos.
De 2009 a 2013, Scheuer fue Secretario de Estado Parlamentario en el antiguo Ministerio Federal de Transporte, Construcción y Desarrollo Urbano en el Segundo Gabinete Merkel.
Del 15 de diciembre de 2013 al 13 de marzo de 2018 fue Secretario General de su partido. En marzo de 2018 fue nombrado Ministro Federal de Transporte e Infraestructura Digital en el cuarto gabinete de Angela Merkel, ejerciendo como tal hasta diciembre de 2021.
En 2020, el Bundestag inició una investigación sobre la implicación del ministro en asuntos de peajes de autopistas. Los partidos de la oposición en el Bundestag acusan a Scheuer de incumplir la ley y cometer errores masivos. Se dice que el ministerio de Scheuer infringió la ley presupuestaria y de contratación pública al celebrar los contratos multimillonarios con los operadores y «engañó deliberadamente» al Bundestag sobre los costes reales del peaje.
Desde las elecciones de 2021, Scheuer forma parte de la Comisión de Asuntos Europeos.
En mayo de 2023, Scheuer suscitó críticas después de que, junto con sus compañeros diputados de la CSU Dorothee Bär y Florian Hahn, visitara Florida para reunirse con el gobernador Ron DeSantis, debido a las posturas anti-LGBT percibidas de DeSantis.
En enero de 2024, Scheuer anunció que no se presentaría a las elecciones federales de 2025, sino que renunciaría a la política activa al final de la legislatura.